# Sint-Margaritakerk (Tielen)

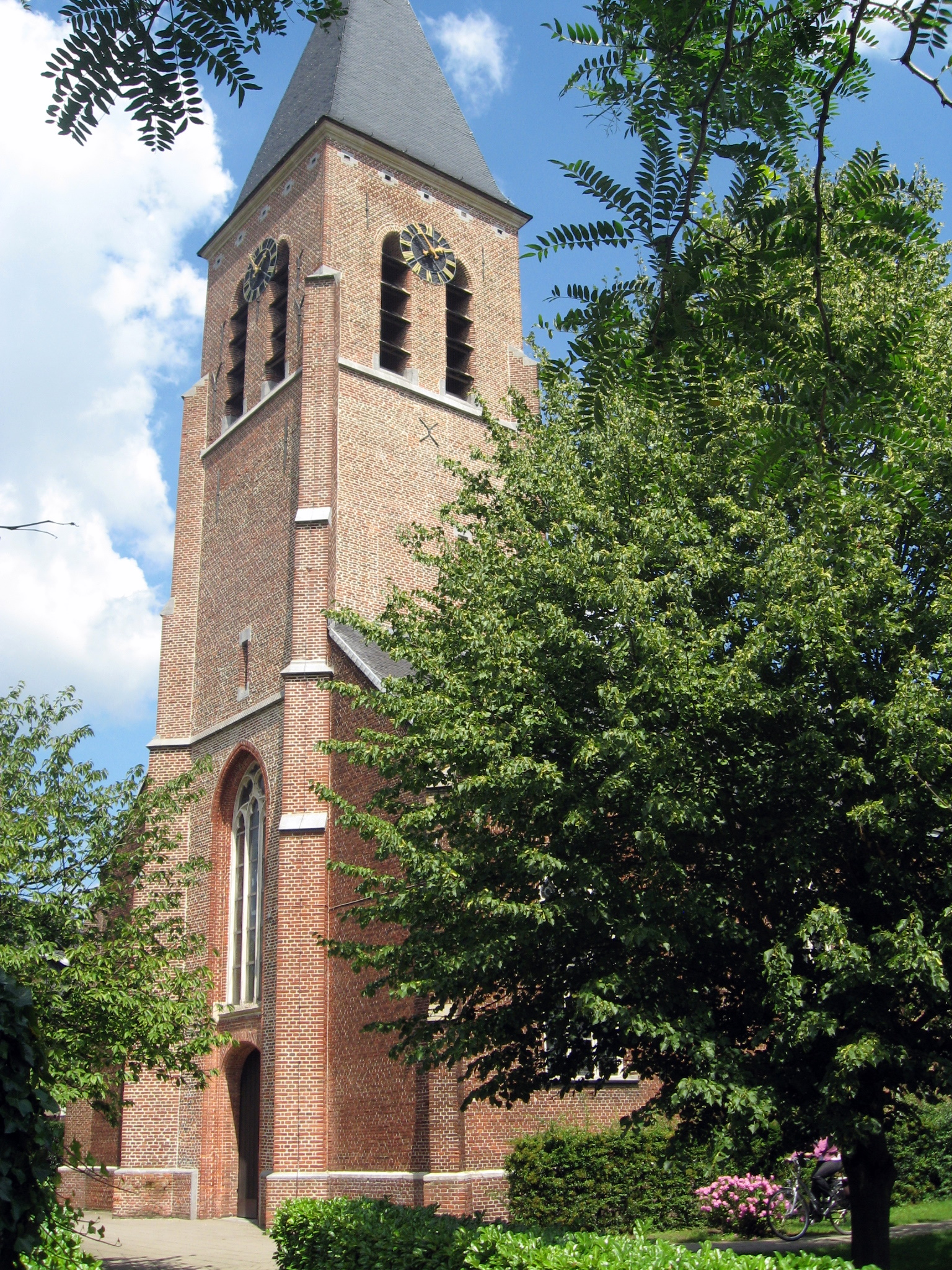
Sint-Margaritakerk

De Sint-Margaritakerk (ook: Sint-Margarethakerk) is de parochiekerk van de tot de Antwerpse gemeente Kasterlee behorende plaats Tielen, gelegen aan Tielendorp 32.

## Geschiedenis
Een eerste kapelanie werd opgericht in 1380. Deze was afhankelijk van de parochie van Gierle, totdat Tielen in 1612 een zelfstandige parochie werd.
De huidige kerk werd gebouwd in 1837-1843, naar ontwerp van Eugeen Gife. De 16e-eeuwse toren bleef daarbij behouden. De twee bovenste geledingen van de toren werden in 1898 vernieuwd naar ontwerp van Pieter Jozef Taeymans.

## Gebouw
Het betreft een neogotische bakstenen georiënteerde kruiskerk met ingebouwde westtoren en driebeukig schip. De westtoren heeft drie geledingen en een tentdak. Het koor is driezijdig afgesloten.

## Interieur
De kerk bezit enkele 18e-eeuwse beelden en voornamelijk neogotisch meubilair. Het 12e-eeuwse doopvont is van arduin en draagt vier maskers. In 1907 werd het gerestaureerd.
In de kerk vindt men een aantal grafstenen van de 16e tot de 19e eeuw/